# Округ Трнава
Округ Трнава (слч. Okres Trnava) округ је у Трнавском крају, у Словачкој Републици. Административно средиште округа је град Трнава.

## Географија
Налази се у западном дијелу Трнавског краја.
Граничи:
- на сјеверу је Округ Сењица,
- источно Округ Хлоховец и Округ Пјештјани,
- западно Братиславски крај,
- јужно Округ Галанта.

Клима је умјерено континентална.

## Становништво
| Година:    | 1994.   | 2004.   | 2014.   | 2024.   |
| ---------- | ------- | ------- | ------- | ------- |
| Број људи: | 126 153 | 126 822 | 129 946 | 132 788 |
| Разлика:   |         | +0,53 % | +2,46 % | +2,18 % |

| Година:    | 2023.   | 2024.   |
| ---------- | ------- | ------- |
| Број људи: | 132 524 | 132 788 |
| Разлика:   |         | +0,19 % |

Према подацима о броју становника из 2011. године округ је имао 128.817 становника. Словаци чине 89,64% становништва.
| Етнички састав (2011)‍ | Етнички састав (2011)‍ | Етнички састав (2011)‍ | Етнички састав (2011)‍ | Етнички састав (2011)‍ |
| --------------------- | --------------------- | --------------------- | --------------------- | --------------------- |
|                       |                       |                       |                       |                       |
| Словаци               | Словаци               |                       | 0                     | 89,64%                |
| Чеси                  | Чеси                  |                       | 0                     | 0,39%                 |
| остали, непознато     | остали, непознато     |                       | 0                     | 9,97%                 |

## Насеља
У округу се налази један град и 44 насељена мјеста.